# بشکه‌چه‌ها
بشکه‌چه‌ها (نام علمی: Dolioletta) نام یک سرده از رده سالپ‌سانان است.